# Gene Cipriano
Gene Fred Cipriano (New Haven, 6 de julio de 1928 - 12 de noviembre de 2022), conocido familiarmente como «Cip», fue un músico de sesión y músico de viento estadounidense, que tocaba el clarinete, el oboe, la flauta y el saxofón, entre otros instrumentos. Tocó en cientos de sesiones de grabación, posiblemente más que cualquier otro músico de instrumento de viento-madera.

## Biografía
Nació en New Haven, Connecticut, hijo de un músico que tocaba el clarinete en bandas de Broadway. Aprendió clarinete, saxofón y flauta cuando era joven, tocó con la banda de Ted Fio Rito, y a la edad de 23 años fue invitado a unirse a la orquesta de Tommy Dorsey. Se casó con la cantante de la banda Frances Irvin, y se instaló en la ciudad de Nueva York, donde tocó con músicos como Lee Konitz y Claude Thornhill. Luego se unió a la continuación de la Orquesta Glenn Miller dirigida por Tex Beneke, donde conoció a Henry Mancini.
Cuando Mancini comenzó a escribir música para series de televisión como Peter Gunn, invitó a Cipriano a unirse a él en California y contribuir con la flauta. Los dos trabajaron juntos muchas veces en bandas sonoras de televisión y cine en años posteriores, y Cipriano tocó el solo de clarinete en «Baby Elephant Walk» de Mancini. Cipriano también trabajó con muchos otros compositores de cine y televisión, incluidos Michel Legrand, André Previn, Neal Hefti, Lalo Schifrin y Marvin Hamlisch. Durante su carrera, grabó música para numerosos programas de televisión, incluidos Batman, Los Picapiedra, M*A*S*H*, Misión: Imposible, Star Trek, Los Simpson y American Dad!. Tocó en West Side Story, interpretó la parte de saxofón del personaje interpretado por Tony Curtis en la película Some Like It Hot, y tocó en la banda sonora tanto de The Thomas Crown Affair original como de su nueva versión de 1999.
Cipriano también fue un destacado músico de sesión en Los Ángeles, como miembro de «The Wrecking Crew». Inicialmente, Harry Nilsson lo buscó para tocar el oboe y, posteriormente, tocó en muchos éxitos pop de las décadas de 1960 y 1970, incluidos los de Beach Boys y Monkees. Otros músicos con los que trabajó fueron Frank Sinatra, Neil Diamond, Rosemary Clooney, Stan Kenton, Tony Bennett, Frank Zappa y Lady Gaga. El compañero músico y productor de discos Tom Ranier dijo que Cipriano era «uno de los músicos de viento-madera grabados en la historia, si no el que más, habiendo tocado en miles de fechas de grabación, películas, jingles y programas de televisión». En 2019, se informó que Cipriano había tocado en la orquesta de los Premios Óscar en cada uno de los 59 años anteriores.
Como músico de jazz, Cipriano tocó en muchos espectáculos y en más de 200 grabaciones, incluso como miembro de la banda de Thelonious Monk en Monk's Blues. También tocó con Gerry Mulligan, Shelly Manne y muchos otros. Hizo su único disco como líder, First Time Out, un doble CD en el que tocó todos los solos, en 2006 a la edad de 78 años. En el álbum, tocó el saxofón, el clarinete y el corno inglés. Ranier dijo sobre el álbum: «Tocó todos sus instrumentos magníficamente, produciendo hermosos sonidos de canto en cada uno. Su habilidad técnica en cada instrumento estaba al más alto nivel y podía leer a primera vista música de cualquier estilo y adaptarse a cualquier género, y hacerlo perfectamente».
Cipriano murió el 12 de noviembre de 2022, a la edad de 94 años.